# Wiesław Ciesielski (poeta)
Wiesław Stanisław Ciesielski (ur. 13 maja 1959) – polski poeta związany ze Słupskiem. Radny tego miasta w latach 1998–2002.
Jego wiersze tłumaczono na język angielski, hiszpański, niemiecki, wietnamski, litewski i rosyjski. Jest inicjatorem konkursu poetyckiego im. Leszka Bakuły o Laur Bursztynowej Róży w Ustce. Redaktor i wydawca Brulionu Literackiego "Ślad", krytyk literacki, były prezes oddziału Związku Literatów Polskich w Słupsku.
Laureat nagrody Światowego Dnia Poezji za całokształt twórczości, Warszawa 2009.
Książki dostępne są w Bałtyckiej Bibliotece Cyfrowej

## Twórczość
- Kraina milczenia, Słupsk 1986
- Głód, Gdańsk 1986
- Przypowieści o wolności, Słupsk 1989,
- Wielki Ogród Pana Boga, Słupsk 1990, 2003
- Rozrachunek z Konradem, Słupsk 1995
- Popielisko, Słupsk 1999
- Mężczyzna światłoczuły, Słupsk 2001
- Wieża Babel, Bydgoszcz 2004
- Wszechmocne iluzje, Warszawa 2005
- Oblicze Anioła, Wrocław 2006
- Traszki, modraszki, igraszki, Bydgoszcz 2007
- Photosensitivity (Światłoczułość) – USA, Boston 2007
- Przepowiednia czasu mego, Warszawa 2008
- Już raz widziane (Already Seen), Warszawa 2009
- Homo Veronicus, Warszawa 2009